# European Deaf Sport Organization
L'European Deaf Sport Organization (EDSO) è l'organizzazione che governa per delle attività sportive per le comunità sorde suddivisi in varie categorie di sport per l'Europa.

## Membri
| Stato                | Organizzazione                                                                                                   | Sigla     |
| -------------------- | --- | --------- |
| Armenia              | Armenia Deaf Sports Association                                                                                  | ADSA      |
| Austria              | Österreichischer Gehörlosen Sportverband                                                                         | ÖGSV      |
| Azerbaigian          | Deaf Sports Federation of Azerbaijan                                                                             | DSFA      |
| Bielorussia          | Deaf Sport Federation of Belarus                                                                                 | DSFB      |
| Belgio               | Belgisch Comité voor Doven Sport                                                                                 | BCDS      |
| Bosnia ed Erzegovina | Savez Gluhih Sportaša u Bosni i Hercegovini                                                                      | SGSBiH    |
| Bulgaria             | Bulgaria Deaf Sport Federation                                                                                   | BDSF      |
| Croazia              | Hrvatski Športski Savez Gluhih                                                                                   | HŠSG      |
| Cipro                | Cyprus Deaf Athletic Federation                                                                                  | CDAF      |
| Rep. Ceca            | Český svaz neslyšících sportovců                                                                                 | ČSNS      |
| Danimarca            | Dansk Døve-Idrætsforbund                                                                                         | DDI       |
| Estonia              | Eesti Kurtide Spordiliit                                                                                         | EKS       |
| Finlandia            | Kuurojen urheiluseura                                                                                            | FAAD      |
| Francia              | Comité de Coordination des Sportifs Sourds de France Fédération Francaise Handisport                             | CSSF FFH  |
| Georgia              | Deaf Sport Organization of Georgia                                                                               | DSOG      |
| Germania             | Deutscher Gehorlosen-Sportverband                                                                                | DGS       |
| Regno Unito          | UK Deaf Sport | UKDS      |
| Grecia               | Hellenic Sports Federation of the Deaf                                                                           | HSFD      |
| Ungheria             | Magyar Siketes Sportszövetség                                                                                    | MSSZ      |
| Islanda              | Félag Heyrnarlausra                                                                                              |           |
| Irlanda              | Spóirt na mBodhar Éire                                                                                           | SBE       |
| Israele              | Israel Deaf Sports Organization                                                                                  | IDSO      |
| Italia               | Federazione Sport Sordi Italia                                                                                   | FSSI      |
| Lettonia             | Latvijas Nedzirdïgo Sporta Federäcija                                                                            | LNSF      |
| Lituania             | Lietuvos kurčiųjų sporto komitetas                                                                               | LKSK      |
| Malta                | Malti Assoċjazzjoni Sportiva tan-Torox                                                                           | MAST      |
| Moldavia             | Federația Sportivă Moldova a Surzilor                                                                            | FSMS      |
| Paesi Bassi          | Koninklijke Nederlandse Doven Sport Bond                                                                         | KNDSB     |
| Macedonia del Nord   | National Sports Federation of the Deaf of Macedonia                                                              | NSFDM     |
| Norvegia             | Norges Døveidrettsutvalget                                                                                       | ND        |
| Polonia              | Polski Związek Sportów Głuchych                                                                                  | PZSG      |
| Portogallo           | Liga Portuguesa de Desportos para Surdos                                                                         | LPDS      |
| Romania              | Asociatia Surzilor din Romania                                                                                   | ASR       |
| Russia               | Russian Committee of Deaf Sports                                                                                 | RCDS      |
| Serbia               | Serbian Sports Association of Deaf                                                                               | SSAD      |
| Slovacchia           | Deaflympic Committee of Slovakia                                                                                 | DCS       |
| Slovenia             | Sportna Zveza Gluhih Slovenija                                                                                   | SZGS      |
| Spagna               | Federación Española de Deportes para Sordos                                                                      | FEDS      |
| Svezia               | Svenska Döva Idrottsförbundet                                                                                    | SDI       |
| Svizzera             | Schweizerischer Gehörlosen-Sportverband Fédération Suisse des Sports des Sourds Federazione Sport Sordi Svizzeri | SGSB-FSSS |
| Turchia              | Türkiye Sağır Spor Federasyonu                                                                                   | TSSF      |
| Ucraina              | Ukraine Deaf Sports Federation                                                                                   | UDSF      |